# Иммонен, Яркко
Я́ркко Пе́ттери И́ммонен (фин. Jarkko Petteri Immonen; 19 апреля 1982, Рантасалми, Финляндия) — финский хоккеист, центральный нападающий. Обладатель золотой медали, лучший бомбардир и снайпер чемпионата мира по хоккею 2011 года — 12 очков (9+3) в 9 матчах. В настоящее время является игроком команды Юкурит выступающий в Финской лиги.
На драфте НХЛ 2002 года был выбран в 8-м раунде под общим 254-м номером командой «Торонто Мейпл Лифс». 3 марта 2004 года обменян в «Нью-Йорк Рейнджерс».

## Достижения
- Обладатель Кубка Гагарина 2010.
- Чемпион мира 2011.
- Бронзовый призёр Олимпийских игр 2014.

### Сборная Финляндии
Яркко Иммонен неоднократно вызывался в сборную Финляндии для выступления на этапах Еврохоккейтура, а также на трех чемпионатах мира, на одном из которых (в 2011 году) в составе сборной стал чемпионом.
В 2014 году вошёл в состав Олимпийской сборной и завоевал с ней бронзовую медаль на играх в Сочи.

## Статистика
| Легенда | Легенда                    | Легенда | Легенда                   | Легенда | Легенда    |
| ------- | -------------------------- | ------- | ------------------------- | ------- | ---------- |
| И       | Количество проведённых игр | Штр     | Штрафное время            | +/−     | Плюс-минус |
| Г       | Голы                       | П       | Голевые передачи          | О       | Очки       |
| -       | Статистика неизвестна      | —       | Статистика не учитывалась |         |            |

### Статистика вбрасываний
Вбр—Вбрасывания, ВВбр—Выиграно вбрасываний, %Вбр—Процент выигранных вбрасываний.
| 2009–10 | КХЛ | 1-е | 493 | 316 | 64.1 |
| 2010–11 | КХЛ | 1-е | 853 | 536 | 62.8 |
| 2011–12 | КХЛ | 1-е | 858 | 547 | 63.8 |
| 2012–13 | КХЛ | 2-е | 769 | 489 | 63.6 |